# 과일사냥꾼
과일사냥꾼은 대한민국의 힙합 그룹이다. 멤버는 유남생 (본명 유연근)과 딸기쨈토끼 (본명 유연우)이며, 2001년 데뷔하여 지금까지 활동해오고 있다. 멤버 둘이 형제 사이 (유남생이 형)라는 특이 이력도 있다. 소속사는 독자적으로 설립한 소규모 레이블 Soulfriendz이다. 2013년 현재 두 멤버 다 음악 외의 활동에 치중하게 되면서 팀 활동은 사실상 중단 및 해체된 상태다.

## 역사
과일사냥꾼의 첫 결과물은 2001년 가내수공업으로 만들어진 《동네에서도 안 유명한 과일사냥꾼》 앨범으로, 이 앨범 발매를 전후하여 둘은 클럽 마스터플랜 등 홍대와 신촌의 클럽에서 공연하였다. 이들의 노래 비트는 모두 딸기쨈토끼가 담당하였는데, 재즈를 기반으로 독특한 샘플링 기법을 활용하여 소울풀하고 재지한 비트를 창출, 매니아 층을 만들었다. 동시에 이들은 게임 제작 회사 SEED9 엔터테인먼트에서 일하면서 To-Mak 등 다양한 게임의 OST 제작과 성우 작업을 하였다. 2003년에는 역시 가내수공업으로 제작된 이들의 두 번째 EP인 《과일사냥꾼 나가신다》가 발매되었다.
이후 오랫동안 활동을 쉬었던 둘은, 2006년 힙합플레이야 쇼 등 몇몇 공연에 출연하면서 컴백을 알렸고, 얼마 지나지 않아 싱글 〈그림들〉이 발매되었다. 앨범 발매를 전후하여 이들은 얼마간 클럽 공연을 하였으며, 한편으로 그동안 실질적으로 활동하는 멤버가 없었던 Soulfriendz를 통해 신인 그룹 Chapter 2를 소개, 데뷔시켰다. 안타깝게도 이들의 앨범이나 Chapter 2는 매니아들 사이에서 그리 성공은 거두지 못하였다. 이들의 활동은 다시 잠잠해졌으나, 유남생과 Chapter 2의 멤버 효인의 결혼 소식이 있었다. 또 유남생은 흑인음악 칼럼니스트로, 애니콜닷컴 음악방송의 DJ로도 활동하였다.
과일사냥꾼의 공식적 활동은 〈그림들〉 이후로 없었으나, 딸기쨈토끼는 솔로 활동을 계속 이어갔는데, 그 첫 번째가 2008년에 나온 온라인 앨범 Summer Vacation, 두 번째가 2010년에 나온 앨범 Cycle이다. 하지만 두 앨범 다 큰 활동은 없었으며, 과일사냥꾼이 계속 음악 활동을 하고 있는지의 여부는 사실상 오리무중이다.
대표곡은 〈힙합 똑바로 해주세요〉, 〈과일사냥꾼 나가신다〉, 〈그림들〉이 있다.

## 디스코그래피

### 과일사냥꾼
- 2001년 5월 6일 《동네에서도 안 유명한 과일사냥꾼》 EP
- 2003년 1월 2일 《과일사냥꾼 나가신다》 EP
- 2006년 7월 20일 《그림들》 싱글

### 딸기쨈토끼
- 2008년 6월 30일 Summer Vacation 온라인 앨범
- 2010년 1월 4일 Cycle LP

## 이름
- 유남생은 "you know what I'm saying"을 빠르게 말했을 때의 발음을 한글로 장난스럽게 표기한 것이다. 그의 본명이 유연근임을 감안하면, 이름에서 유래한 것도 일부 있을 것으로 추측된다. 또 그의 이름에서 나온 다른 이름으로 버드나무 남자[4], "Real YG"(이니셜 이용), "RYU" 등이 있다.
- 딸기쨈토끼는 "딸기쨈처럼 신선한 음악을 계속 찾아내 샘플링한다"는 의미에서 붙인 이름이라고 하나, 실제로는 좋아하는 과일인 딸기와 동물인 토끼를 합성한 것이라 한다.[2] 그가 디제잉을 맡을 때는 "밤맛빵토끼"라는 이름을 쓴다. 이외에 "달빛토끼", "보노보노친구"라는 예명도 있다.[1] 최근 Cycle을 발매했을 때는 "strawberryjamrabbit aka SJR"이라고 영어로 표기하기도 하였다.